# PURB
PURB (англ. Purine rich element binding protein B) – білок, який кодується однойменним геном, розташованим у людей на короткому плечі 7-ї хромосоми. Довжина поліпептидного ланцюга білка становить 312 амінокислот, а молекулярна маса — 33 241.
| 10         |  | 20         |  | 30         |  | 40         |  | 50         |
| ---------- |  | ---------- |  | ---------- |  | ---------- |  | ---------- |
| MADGDSGSER |  | GGGGGPCGFQ |  | PASRGGGEQE |  | TQELASKRLD |  | IQNKRFYLDV |
| KQNAKGRFLK |  | IAEVGAGGSK |  | SRLTLSMAVA |  | AEFRDSLGDF |  | IEHYAQLGPS |
| SPEQLAAGAE |  | EGGGPRRALK |  | SEFLVRENRK |  | YYLDLKENQR |  | GRFLRIRQTV |
| NRGGGGFGAG |  | PGPGGLQSGQ |  | TIALPAQGLI |  | EFRDALAKLI |  | DDYGGEDDEL |
| AGGPGGGAGG |  | PGGGLYGELP |  | EGTSITVDSK |  | RFFFDVGCNK |  | YGVFLRVSEV |
| KPSYRNAITV |  | PFKAWGKFGG |  | AFCRYADEMK |  | EIQERQRDKL |  | YERRGGGSGG |
| GEESEGEEVD |  | ED         |  |            |  |            |  |            |

A: Аланін

C: Цистеїн

D: Аспарагінова кислота

E: Глутамінова кислота

F: Фенілаланін

G: Гліцин

H: Гістидин

I: Ізолейцин

K: Лізин

L: Лейцин

M: Метіонін

N: Аспарагін

P: Пролін

Q: Глутамін

R: Аргінін

S: Серин

T: Треонін

V: Валін

W: Триптофан

Кодований геном білок за функціями належить до репресорів, фосфопротеїнів. 
Задіяний у таких біологічних процесах, як транскрипція, регуляція транскрипції, ацетилювання. 
Білок має сайт для зв'язування з ДНК. 
Локалізований у ядрі.